# 1396
Portal Geschichte | Portal Biografien | Aktuelle Ereignisse | Jahreskalender | Tagesartikel

◄ |
13. Jahrhundert |
14. Jahrhundert
| 15. Jahrhundert | ►

◄ |
1360er |
1370er |
1380er |
1390er
| 1400er | 1410er | 1420er | ►

◄◄ |
◄ |
1392 |
1393 |
1394 |
1395 |
1396
| 1397 | 1398 | 1399 | 1400 | ► | ►►
Staatsoberhäupter  · Nekrolog
| Januar | Januar | Januar | Januar | Januar | Januar | Januar | Januar |
| Kw     | Mo     | Di     | Mi     | Do     | Fr     | Sa     | So     |
| ------ | ------ | ------ | ------ | ------ | ------ | ------ | ------ |
| 52     |        |        |        |        |        | 1      | 2      |
| 1      | 3      | 4      | 5      | 6      | 7      | 8      | 9      |
| 2      | 10     | 11     | 12     | 13     | 14     | 15     | 16     |
| 3      | 17     | 18     | 19     | 20     | 21     | 22     | 23     |
| 4      | 24     | 25     | 26     | 27     | 28     | 29     | 30     |
| 5      | 31     |        |        |        |        |        |        |

| Februar | Februar | Februar | Februar | Februar | Februar | Februar | Februar |
| Kw      | Mo      | Di      | Mi      | Do      | Fr      | Sa      | So      |
| ------- | ------- | ------- | ------- | ------- | ------- | ------- | ------- |
| 5       |         | 1       | 2       | 3       | 4       | 5       | 6       |
| 6       | 7       | 8       | 9       | 10      | 11      | 12      | 13      |
| 7       | 14      | 15      | 16      | 17      | 18      | 19      | 20      |
| 8       | 21      | 22      | 23      | 24      | 25      | 26      | 27      |
| 9       | 28      | 29      |         |         |         |         |         |

| März | März | März | März | März | März | März | März |
| Kw   | Mo   | Di   | Mi   | Do   | Fr   | Sa   | So   |
| ---- | ---- | ---- | ---- | ---- | ---- | ---- | ---- |
| 9    |      |      | 1    | 2    | 3    | 4    | 5    |
| 10   | 6    | 7    | 8    | 9    | 10   | 11   | 12   |
| 11   | 13   | 14   | 15   | 16   | 17   | 18   | 19   |
| 12   | 20   | 21   | 22   | 23   | 24   | 25   | 26   |
| 13   | 27   | 28   | 29   | 30   | 31   |      |      |

| April | April | April | April | April | April | April | April |
| Kw    | Mo    | Di    | Mi    | Do    | Fr    | Sa    | So    |
| ----- | ----- | ----- | ----- | ----- | ----- | ----- | ----- |
| 13    |       |       |       |       |       | 1     | 2     |
| 14    | 3     | 4     | 5     | 6     | 7     | 8     | 9     |
| 15    | 10    | 11    | 12    | 13    | 14    | 15    | 16    |
| 16    | 17    | 18    | 19    | 20    | 21    | 22    | 23    |
| 17    | 24    | 25    | 26    | 27    | 28    | 29    | 30    |

| Mai | Mai | Mai | Mai | Mai | Mai | Mai | Mai |
| Kw  | Mo  | Di  | Mi  | Do  | Fr  | Sa  | So  |
| --- | --- | --- | --- | --- | --- | --- | --- |
| 18  | 1   | 2   | 3   | 4   | 5   | 6   | 7   |
| 19  | 8   | 9   | 10  | 11  | 12  | 13  | 14  |
| 20  | 15  | 16  | 17  | 18  | 19  | 20  | 21  |
| 21  | 22  | 23  | 24  | 25  | 26  | 27  | 28  |
| 22  | 29  | 30  | 31  |     |     |     |     |

| Juni | Juni | Juni | Juni | Juni | Juni | Juni | Juni |
| Kw   | Mo   | Di   | Mi   | Do   | Fr   | Sa   | So   |
| ---- | ---- | ---- | ---- | ---- | ---- | ---- | ---- |
| 22   |      |      |      | 1    | 2    | 3    | 4    |
| 23   | 5    | 6    | 7    | 8    | 9    | 10   | 11   |
| 24   | 12   | 13   | 14   | 15   | 16   | 17   | 18   |
| 25   | 19   | 20   | 21   | 22   | 23   | 24   | 25   |
| 26   | 26   | 27   | 28   | 29   | 30   |      |      |

| Juli | Juli | Juli | Juli | Juli | Juli | Juli | Juli |
| Kw   | Mo   | Di   | Mi   | Do   | Fr   | Sa   | So   |
| ---- | ---- | ---- | ---- | ---- | ---- | ---- | ---- |
| 26   |      |      |      |      |      | 1    | 2    |
| 27   | 3    | 4    | 5    | 6    | 7    | 8    | 9    |
| 28   | 10   | 11   | 12   | 13   | 14   | 15   | 16   |
| 29   | 17   | 18   | 19   | 20   | 21   | 22   | 23   |
| 30   | 24   | 25   | 26   | 27   | 28   | 29   | 30   |
| 31   | 31   |      |      |      |      |      |      |

| August | August | August | August | August | August | August | August |
| Kw     | Mo     | Di     | Mi     | Do     | Fr     | Sa     | So     |
| ------ | ------ | ------ | ------ | ------ | ------ | ------ | ------ |
| 31     |        | 1      | 2      | 3      | 4      | 5      | 6      |
| 32     | 7      | 8      | 9      | 10     | 11     | 12     | 13     |
| 33     | 14     | 15     | 16     | 17     | 18     | 19     | 20     |
| 34     | 21     | 22     | 23     | 24     | 25     | 26     | 27     |
| 35     | 28     | 29     | 30     | 31     |        |        |        |

| September | September | September | September | September | September | September | September |
| Kw        | Mo        | Di        | Mi        | Do        | Fr        | Sa        | So        |
| --------- | --------- | --------- | --------- | --------- | --------- | --------- | --------- |
| 35        |           |           |           |           | 1         | 2         | 3         |
| 36        | 4         | 5         | 6         | 7         | 8         | 9         | 10        |
| 37        | 11        | 12        | 13        | 14        | 15        | 16        | 17        |
| 38        | 18        | 19        | 20        | 21        | 22        | 23        | 24        |
| 39        | 25        | 26        | 27        | 28        | 29        | 30        |           |

| Oktober | Oktober | Oktober | Oktober | Oktober | Oktober | Oktober | Oktober |
| Kw      | Mo      | Di      | Mi      | Do      | Fr      | Sa      | So      |
| ------- | ------- | ------- | ------- | ------- | ------- | ------- | ------- |
| 39      |         |         |         |         |         |         | 1       |
| 40      | 2       | 3       | 4       | 5       | 6       | 7       | 8       |
| 41      | 9       | 10      | 11      | 12      | 13      | 14      | 15      |
| 42      | 16      | 17      | 18      | 19      | 20      | 21      | 22      |
| 43      | 23      | 24      | 25      | 26      | 27      | 28      | 29      |
| 44      | 30      | 31      |         |         |         |         |         |

| November | November | November | November | November | November | November | November |
| Kw       | Mo       | Di       | Mi       | Do       | Fr       | Sa       | So       |
| -------- | -------- | -------- | -------- | -------- | -------- | -------- | -------- |
| 44       |          |          | 1        | 2        | 3        | 4        | 5        |
| 45       | 6        | 7        | 8        | 9        | 10       | 11       | 12       |
| 46       | 13       | 14       | 15       | 16       | 17       | 18       | 19       |
| 47       | 20       | 21       | 22       | 23       | 24       | 25       | 26       |
| 48       | 27       | 28       | 29       | 30       |          |          |          |

| Dezember | Dezember | Dezember | Dezember | Dezember | Dezember | Dezember | Dezember |
| Kw       | Mo       | Di       | Mi       | Do       | Fr       | Sa       | So       |
| -------- | -------- | -------- | -------- | -------- | -------- | -------- | -------- |
| 48       |          |          |          |          | 1        | 2        | 3        |
| 49       | 4        | 5        | 6        | 7        | 8        | 9        | 10       |
| 50       | 11       | 12       | 13       | 14       | 15       | 16       | 17       |
| 51       | 18       | 19       | 20       | 21       | 22       | 23       | 24       |
| 52       | 25       | 26       | 27       | 28       | 29       | 30       | 31       |

| Januar | Januar | Januar | Januar | Januar | Januar | Januar | Januar |
| Kw     | Mo     | Di     | Mi     | Do     | Fr     | Sa     | So     |
| ------ | ------ | ------ | ------ | ------ | ------ | ------ | ------ |
| 52     |        |        |        |        |        | 1      | 2      |
| 1      | 3      | 4      | 5      | 6      | 7      | 8      | 9      |
| 2      | 10     | 11     | 12     | 13     | 14     | 15     | 16     |
| 3      | 17     | 18     | 19     | 20     | 21     | 22     | 23     |
| 4      | 24     | 25     | 26     | 27     | 28     | 29     | 30     |
| 5      | 31     |        |        |        |        |        |        |

| Februar | Februar | Februar | Februar | Februar | Februar | Februar | Februar |
| Kw      | Mo      | Di      | Mi      | Do      | Fr      | Sa      | So      |
| ------- | ------- | ------- | ------- | ------- | ------- | ------- | ------- |
| 5       |         | 1       | 2       | 3       | 4       | 5       | 6       |
| 6       | 7       | 8       | 9       | 10      | 11      | 12      | 13      |
| 7       | 14      | 15      | 16      | 17      | 18      | 19      | 20      |
| 8       | 21      | 22      | 23      | 24      | 25      | 26      | 27      |
| 9       | 28      | 29      |         |         |         |         |         |

| März | März | März | März | März | März | März | März |
| Kw   | Mo   | Di   | Mi   | Do   | Fr   | Sa   | So   |
| ---- | ---- | ---- | ---- | ---- | ---- | ---- | ---- |
| 9    |      |      | 1    | 2    | 3    | 4    | 5    |
| 10   | 6    | 7    | 8    | 9    | 10   | 11   | 12   |
| 11   | 13   | 14   | 15   | 16   | 17   | 18   | 19   |
| 12   | 20   | 21   | 22   | 23   | 24   | 25   | 26   |
| 13   | 27   | 28   | 29   | 30   | 31   |      |      |

| April | April | April | April | April | April | April | April |
| Kw    | Mo    | Di    | Mi    | Do    | Fr    | Sa    | So    |
| ----- | ----- | ----- | ----- | ----- | ----- | ----- | ----- |
| 13    |       |       |       |       |       | 1     | 2     |
| 14    | 3     | 4     | 5     | 6     | 7     | 8     | 9     |
| 15    | 10    | 11    | 12    | 13    | 14    | 15    | 16    |
| 16    | 17    | 18    | 19    | 20    | 21    | 22    | 23    |
| 17    | 24    | 25    | 26    | 27    | 28    | 29    | 30    |

| Mai | Mai | Mai | Mai | Mai | Mai | Mai | Mai |
| Kw  | Mo  | Di  | Mi  | Do  | Fr  | Sa  | So  |
| --- | --- | --- | --- | --- | --- | --- | --- |
| 18  | 1   | 2   | 3   | 4   | 5   | 6   | 7   |
| 19  | 8   | 9   | 10  | 11  | 12  | 13  | 14  |
| 20  | 15  | 16  | 17  | 18  | 19  | 20  | 21  |
| 21  | 22  | 23  | 24  | 25  | 26  | 27  | 28  |
| 22  | 29  | 30  | 31  |     |     |     |     |

| Juni | Juni | Juni | Juni | Juni | Juni | Juni | Juni |
| Kw   | Mo   | Di   | Mi   | Do   | Fr   | Sa   | So   |
| ---- | ---- | ---- | ---- | ---- | ---- | ---- | ---- |
| 22   |      |      |      | 1    | 2    | 3    | 4    |
| 23   | 5    | 6    | 7    | 8    | 9    | 10   | 11   |
| 24   | 12   | 13   | 14   | 15   | 16   | 17   | 18   |
| 25   | 19   | 20   | 21   | 22   | 23   | 24   | 25   |
| 26   | 26   | 27   | 28   | 29   | 30   |      |      |

| Juli | Juli | Juli | Juli | Juli | Juli | Juli | Juli |
| Kw   | Mo   | Di   | Mi   | Do   | Fr   | Sa   | So   |
| ---- | ---- | ---- | ---- | ---- | ---- | ---- | ---- |
| 26   |      |      |      |      |      | 1    | 2    |
| 27   | 3    | 4    | 5    | 6    | 7    | 8    | 9    |
| 28   | 10   | 11   | 12   | 13   | 14   | 15   | 16   |
| 29   | 17   | 18   | 19   | 20   | 21   | 22   | 23   |
| 30   | 24   | 25   | 26   | 27   | 28   | 29   | 30   |
| 31   | 31   |      |      |      |      |      |      |

| August | August | August | August | August | August | August | August |
| Kw     | Mo     | Di     | Mi     | Do     | Fr     | Sa     | So     |
| ------ | ------ | ------ | ------ | ------ | ------ | ------ | ------ |
| 31     |        | 1      | 2      | 3      | 4      | 5      | 6      |
| 32     | 7      | 8      | 9      | 10     | 11     | 12     | 13     |
| 33     | 14     | 15     | 16     | 17     | 18     | 19     | 20     |
| 34     | 21     | 22     | 23     | 24     | 25     | 26     | 27     |
| 35     | 28     | 29     | 30     | 31     |        |        |        |

| September | September | September | September | September | September | September | September |
| Kw        | Mo        | Di        | Mi        | Do        | Fr        | Sa        | So        |
| --------- | --------- | --------- | --------- | --------- | --------- | --------- | --------- |
| 35        |           |           |           |           | 1         | 2         | 3         |
| 36        | 4         | 5         | 6         | 7         | 8         | 9         | 10        |
| 37        | 11        | 12        | 13        | 14        | 15        | 16        | 17        |
| 38        | 18        | 19        | 20        | 21        | 22        | 23        | 24        |
| 39        | 25        | 26        | 27        | 28        | 29        | 30        |           |

| Oktober | Oktober | Oktober | Oktober | Oktober | Oktober | Oktober | Oktober |
| Kw      | Mo      | Di      | Mi      | Do      | Fr      | Sa      | So      |
| ------- | ------- | ------- | ------- | ------- | ------- | ------- | ------- |
| 39      |         |         |         |         |         |         | 1       |
| 40      | 2       | 3       | 4       | 5       | 6       | 7       | 8       |
| 41      | 9       | 10      | 11      | 12      | 13      | 14      | 15      |
| 42      | 16      | 17      | 18      | 19      | 20      | 21      | 22      |
| 43      | 23      | 24      | 25      | 26      | 27      | 28      | 29      |
| 44      | 30      | 31      |         |         |         |         |         |

| November | November | November | November | November | November | November | November |
| Kw       | Mo       | Di       | Mi       | Do       | Fr       | Sa       | So       |
| -------- | -------- | -------- | -------- | -------- | -------- | -------- | -------- |
| 44       |          |          | 1        | 2        | 3        | 4        | 5        |
| 45       | 6        | 7        | 8        | 9        | 10       | 11       | 12       |
| 46       | 13       | 14       | 15       | 16       | 17       | 18       | 19       |
| 47       | 20       | 21       | 22       | 23       | 24       | 25       | 26       |
| 48       | 27       | 28       | 29       | 30       |          |          |          |

| Dezember | Dezember | Dezember | Dezember | Dezember | Dezember | Dezember | Dezember |
| Kw       | Mo       | Di       | Mi       | Do       | Fr       | Sa       | So       |
| -------- | -------- | -------- | -------- | -------- | -------- | -------- | -------- |
| 48       |          |          |          |          | 1        | 2        | 3        |
| 49       | 4        | 5        | 6        | 7        | 8        | 9        | 10       |
| 50       | 11       | 12       | 13       | 14       | 15       | 16       | 17       |
| 51       | 18       | 19       | 20       | 21       | 22       | 23       | 24       |
| 52       | 25       | 26       | 27       | 28       | 29       | 30       | 31       |

## Ereignisse

### Politik und Weltgeschehen

#### Osmanisches Reich/Balkan
Seit seiner Thronbesteigung 1387 bemüht sich der ungarische König Sigismund in der abendländischen Welt um Unterstützung im Kampf gegen die Osmanen, die seit einem halben Jahrhundert stetig nach Norden vorrücken und bereits die ungarische Grenze erreicht haben. Nach langwierigen Bemühungen auch seitens des Papstes Bonifatius IX. und des Gegenpapstes Benedikt XIII., sammelt sich ein Kreuzzugsheer unter Johann Ohnefurcht und Marschall Boucicaut in Buda. Die mehrheitlich burgundischen Kreuzfahrer marschieren an der Seite des ungarischen Heeres in Bulgarien ein und erreichen am 10. September Nikopolis. Zwei Wochen lang berennen sie die Festung vergeblich, auch die Verstärkung durch die über die Donau angerückten Johanniter wendet das Blatt nicht. Dann erreicht das osmanische Heer von Bayezid I. zusammen mit den Panzerreitern seines serbischen Vasallen Stefan Lazarević Nikopolis.

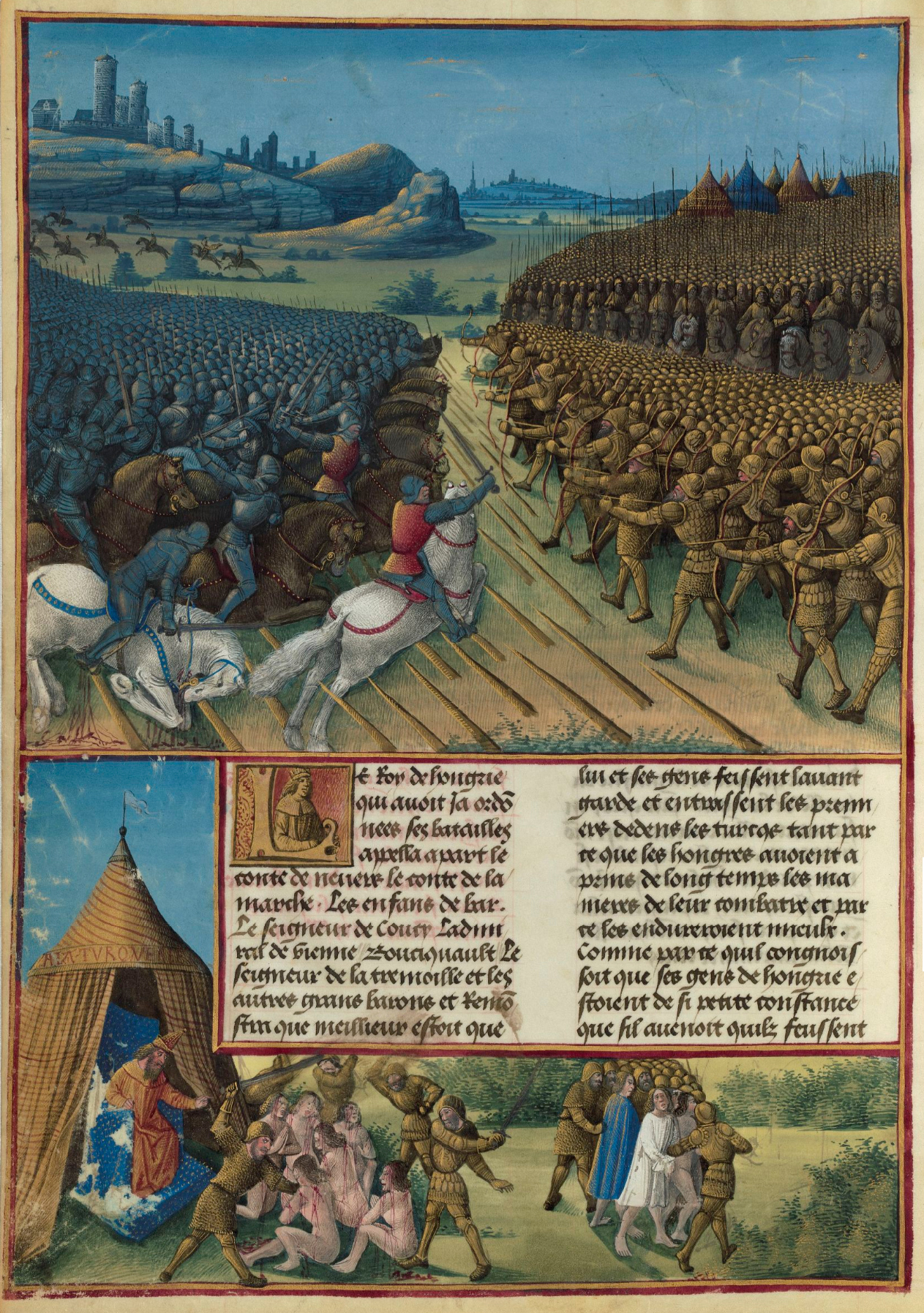
Oben: Die Schlacht von Nikopolis. Unten: Hinrichtung der gefangenen Ritter durch Bajezid

In der Schlacht bei Nikopolis erleidet das burgundisch-ungarische Kreuzfahrerheer am 25. September eine vernichtende Niederlage gegen die Osmanen. Entweder aus persönlicher Wut über den mit hohen Verlusten erkauften Sieg oder aber um seinen Soldaten ein Ventil für ihre Rachegelüste zu verschaffen, lässt Bayezid viele der gefangenen Kreuzfahrer, für die kein Lösegeld zu erwarten ist, töten. Die Quellen sprechen hier von 300 bis 3.000 Männern. Die Gefangenen von hohem Stand, wie beispielsweise Johann Ohnefurcht und Jean II. Le Maingre, werden von den Türken bewusst von diesem Massaker ausgespart, um ein stattliches Lösegeld zu verlangen, das von deren Angehörigen in den meisten Fällen auch bezahlt wird. Manche der Gefangenen, wie zum Beispiel Johannes Schiltberger, überleben, weil sie aufgrund ihres jugendlichen Alters verschont werden. Die zahlreichen Flüchtlinge der Schlacht versuchen vielfach, auf eigene Faust wieder ihre Heimat zu erreichen, doch kommen viele von ihnen auf dem Heimweg ums Leben. Sigismund und der Großmeister der Johanniter können mit Hilfe von Hermann II. von Cilli ebenfalls über die Donau fliehen. Sie nehmen die Seeroute über das Schwarze Meer in das Mittelmeer, da sie fürchten, vom ihrer Ansicht nach verräterischen walachischen Woiwoden Mircea dem Alten gefangen genommen zu werden.
Als Folge der Schlacht dringen osmanische Truppen bis nach Nordgriechenland und Syrmien vor.

#### Heiliges Römisches Reich
- 20. Juni: Gottfried von Leiningen wird von der Mehrheit des Domkapitels von Speyer als Nachfolger des am 7. Juni verstorbenen Nikolaus von Wiesbaden zum Bischof von Speyer gewählt, jedoch nicht vom Papst bestätigt, woraufhin sein in der Wahl unterlegener Gegenkandidat, der Speyerer und Wormser Domherr Raban von Helmstatt im darauffolgenden Jahr zum Bischof von Speyer erhoben wird.
- 14. September: Die Stadt Köln erhält mit dem Verbundbrief eine Verfassung, die beim Regieren neben den Patriziern auch Zünfte und Kaufleute gleichberechtigt zulässt.
- 25. September: Weitere Teilung der leopoldinischen Linie der Habsburger nach der Teilung im Vertrag von Neuberg 1379
- Schon kurz nach seiner nicht bestätigten Wahl in Speyer wird Gottfried von Leiningen am 12. November vom Mainzer Domkapitel als Nachfolger des am 19. Oktober verstorbenen Konrad II. von Weinsberg zum dortigen Erzbischof gewählt. Auch diese Wahl wurde nicht vom Papst bestätigt, da Leiningen ein Parteigänger König Wenzels ist.

#### Weitere Ereignisse in Europa
- 19. Mai: Johann I. stirbt ohne Nachkommen nach einem Sturz vom Pferd und wird von seinem Bruder Martin I. als König von Aragón beerbt. Dieser befindet sich zu diesem Zeitpunkt in Sizilien, um dort seine Erbansprüche durchzusetzen.

#### Urkundliche Ersterwähnungen
- Tschappina wird erstmals urkundlich erwähnt.

### Wirtschaft
- 10. März: Per Gesetz werden in Venedig alle Berufsvereinigungen verpflichtet, Ausbildungsverträge bei Gericht registrieren zu lassen.

### Kultur und Gesellschaft

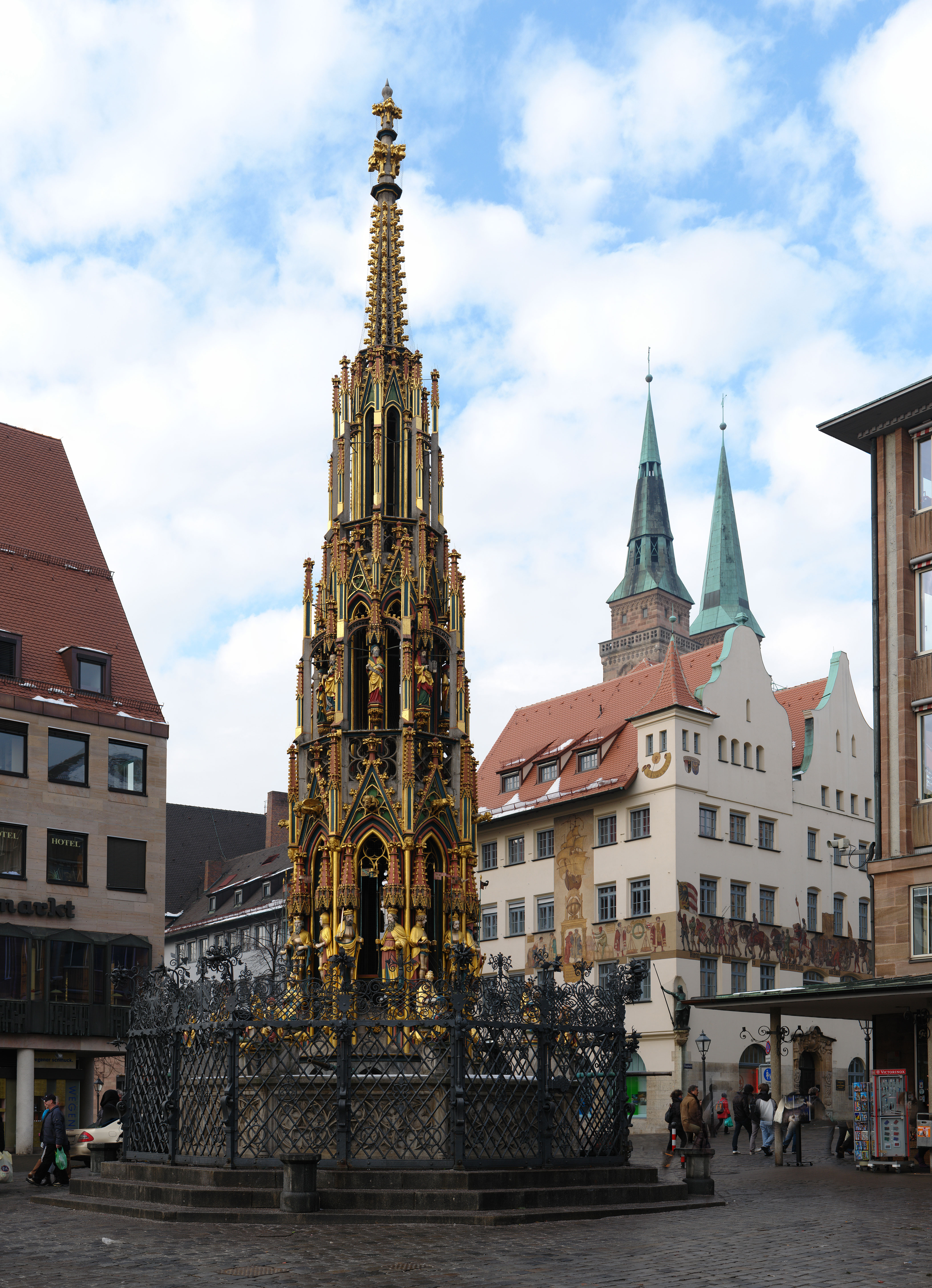
Der Schöne Brunnen, rechts die Türme der Sebalduskirche

- Der Schöne Brunnen in Nürnberg wird fertiggebaut.
- In Mailand wird das Würfelspiel verboten. Wer sich darüber hinwegsetzt, muss mit 200 Lire Bußgeld rechnen und sich mindestens 100 Meilen von der Stadt entfernen.
- Der Campanile der Kirche Santa Maria Gloriosa dei Frari in Venedig wird fertiggestellt.

### Religion
- Raban von Helmstatt wird Bischof von Speyer.
- Bürger von Frankfurt an der Oder gründen außerhalb der Stadtmauern das Kartäuserkloster Frankfurt (Oder).

## Geboren

### Geburtsdatum gesichert
- 26. Mai: Johann, Titular-Graf von Freiburg, Graf von Neuenburg und Herr von Badenweiler († 1458)
- 5. Juni: Giannozzo Manetti, Florentiner Humanist und Politiker († 1459)
- 31. Juli: Philipp der Gute, Herzog von Burgund († 1467)
- 15. Oktober: Jean IV., Graf von Armagnac, Fézensac und Rodez († 1450)
- 16. Oktober: William de la Pole, englischer Heerführer im Hundertjährigen Krieg, Lord Chamberlain von England († 1450)
- 30. November: Richard le Despenser, englischer Adeliger († 1413/1414)

### Genaues Geburtsdatum unbekannt
- Alfons V., König von Aragón, als Alfons I. auch König von Neapel und Sizilien († 1458)
- Michelozzo di Bartolommeo, italienischer Bildhauer und Architekt († 1472)
- John Capgrave, englischer Augustiner, Historiker und Theologe († 1464)
- Muhammad IX., Emir von Granada († 1453)
- Burkhard Zingg, Memminger Kaufmann und Chronist in Augsburg († um 1475)

### Geboren um 1396
- Jean IV. de Melun, Burggraf von Gent, Vicomte de Melun, Herr von Antoing, Épinoy und Wingels sowie Konnetabel von Flandern († 1484)
- Kasimir I., Herzog von Auschwitz und Herzog von Tost sowie von halb Gleiwitz († 1434)
- Kaspar Schlick, Graf von Passaun und Weißkirchen und Kanzler des Heiligen Römischen Reichs († 1449)

## Gestorben

### Todesdatum gesichert
- 1. März: Johann, Herzog von Görlitz (* 1370)
- 5. April: Pilgrim II. von Puchheim, Erzbischof von Salzburg und Administrator der Reichsprälatur Berchtesgaden (* um 1330)
- 20. April: Hermann von Höxter, deutscher Mediziner (* um 1370)
- 26. April: Stefan von Perm, Bischof von Klein-Perm und Apostel der Syrjänen (* 1340 oder 1345)
- 13. Mai: William Zouche, englischer Adeliger (* 1340)
- 19. Mai: Johann I., König von Aragón (* 1350)
- 24. Mai: Matteo da Campione, italienischer Bildhauer der Gotik (* 1335)
- 7. Juni: Nikolaus von Wiesbaden, Fürstbischof von Speyer
- 15. Juni: Friedrich von Erdingen, Bischof von Chur und Brixen
- 27. Juli: Manfioli Lampugnano, Erzbischof von Ragusa, Messina, Krakau und Plock
- 31. Juli: William Courtenay, Erzbischof von Canterbury (* 1342)
- 20. August: Marsilius von Inghen, Magister an der Universität Paris und an der Universität Heidelberg
- 9. September: John Beaumont, englischer Adeliger (* 1361)
- 25. September: Leonhard Reichartinger, bayerischer Kreuzritter
- 25. September: Jean de Vienne, französischer Ritter und Admiral während des Hundertjährigen Krieges (* 1341)
- 28. September: Heinrich II. von Montfaucon, Herr von Orbe, Echallens, Oron, Palézieux und Montagny-le-Corbe (* 1360)
- 16. Oktober: Agnolo Gaddi, italienischer Maler (* um 1350)
- 19. Oktober: Konrad II. von Weinsberg, Erzbischof und Kurfürst von Mainz (* um 1340)

### Genaues Todesdatum unbekannt
- nach dem 2. Oktober: Elisabeth von Hanau, Gräfin von Katzenelnbogen (* um 1337)
- Dietrich IV. von Volmerstein, deutscher Ritter (* 1335)
- Juan Fernández de Heredia, Schreiber, Humanist, Diplomat und Großmeister des Johanniterordens (* um 1310)
- Rüdiger von Elner, Ordensritter des Deutschen Ordens

### Gestorben um 1396
- Wolf von Eberstein, Graf (* um 1340)